# Akke van den Born
Akke van den Born (23 februari 2003)  is een Nederlands voetbalspeelster.

## Carrière
Zij maakte haar debuut op 10 december 2021 voor ADO Den Haag. In de 76ste minuut van de wedstrijd viel zij in voor Pleun Raaijmakers. In 2022 maakte ze de overstap naar Excelsior Rotterdam. Ze verliet de club na het seizoen 2022/23. Ze ging daarop spelen bij Ter Leede.

## Statistieken
| Seizoen | Club                | Land      | Competitie | Wedstrijden | Doelpunten |
| ------- | ------------------- | --------- | ---------- | ----------- | ---------- |
| 2020/21 | ADO Den Haag        | Nederland | Eredivisie | 0           | 0          |
| 2021/22 | ADO Den Haag        | Nederland | Eredivisie | 2           | 0          |
| 2022/23 | Excelsior Rotterdam | Nederland | Eredivisie | 10          | 0          |
| Totaal  | Totaal              | Totaal    | Totaal     | 12          | 0          |